# Jackson County, Oregon
Jackson County är ett administrativt område i delstaten Oregon, USA, med 203 206 invånare. Den administrativa huvudorten (county seat) är Medford.
Countyt har fått sitt namn efter general Andrew Jackson som var USA:s sjunde president 1829-1837 som hade besegrat britterna i slaget vid New Orleans den 8 januari 1815.
Del av Crater Lake nationalpark ligger i countyt.

## Geografi
Enligt United States Census Bureau har countyt en total area på 7 257 km². 7 214 km² av den arean är land och 43 km² är vatten.

### Angränsande countyn
- Josephine County, Oregon - väst
- Klamath County, Oregon - öst
- Douglas County, Oregon - nord
- Siskiyou County, Kalifornien - syd

### Orter
- Ashland
- Gold Hill
- Jacksonville
- Medford (huvudort)
- Rogue River
- Talent